# Frèis e Anglars
Freix-Anglards és un municipi francès situat al departament de Cantal i a la regió d'Alvèrnia-Roine-Alps. L'any 2007 tenia 183 habitants.

## Demografia

### Població
El 2007 la població de fet de Freix-Anglards era de 183 persones. Hi havia 80 famílies de les quals 28 eren unipersonals (12 homes vivint sols i 16 dones vivint soles), 32 parelles sense fills i 20 parelles amb fills.
La població ha evolucionat segons el següent gràfic:
Habitants censats

### Habitatges
El 2007 hi havia 141 habitatges, 86 eren l'habitatge principal de la família, 41 eren segones residències i 14 estaven desocupats. 139 eren cases i 1 era un apartament. Dels 86 habitatges principals, 76 estaven ocupats pels seus propietaris, 9 estaven llogats i ocupats pels llogaters i 1 estava cedit a títol gratuït; 2 tenien una cambra, 6 en tenien dues, 18 en tenien tres, 17 en tenien quatre i 43 en tenien cinc o més. 57 habitatges disposaven pel capbaix d'una plaça de pàrquing. A 27 habitatges hi havia un automòbil i a 41 n'hi havia dos o més.

### Piràmide de població
La piràmide de població per edats i sexe el 2009 era:
| Homes | Edats   | Dones |
| ----- | ------- | ----- |
| 0     | 95 o +  | 0     |
| 0     | 90 a 94 | 0     |
| 0     | 85 a 89 | 0     |
| 4     | 80 a 84 | 0     |
| 4     | 75 a 79 | 8     |
| 12    | 70 a 74 | 4     |
| 8     | 65 a 69 | 16    |
| 8     | 60 a 64 | 8     |
| 4     | 55 a 59 | 4     |
| 0     | 50 a 54 | 4     |
| 4     | 45 a 49 | 0     |
| 8     | 40 a 44 | 4     |
| 16    | 35 a 39 | 4     |
| 12    | 30 a 34 | 0     |
| 4     | 25 a 29 | 8     |
| 4     | 20 a 24 | 8     |
| 8     | 15 a 19 | 4     |
| 4     | 10 a 14 | 4     |
| 0     | 5 a 9   | 0     |
| 0     | 0 a 4   | 0     |

## Economia
El 2007 la població en edat de treballar era de 100 persones, 77 eren actives i 23 eren inactives. De les 77 persones actives 69 estaven ocupades (41 homes i 28 dones) i 8 estaven aturades (4 homes i 4 dones). De les 23 persones inactives 10 estaven jubilades, 4 estaven estudiant i 9 estaven classificades com a «altres inactius».

### Ingressos
El 2009 a Freix-Anglards hi havia 93 unitats fiscals que integraven 193,5 persones, la mediana anual d'ingressos fiscals per persona era de 13.501 €.

### Activitats econòmiques
Dels 3 establiments que hi havia el 2007, 1 era d'una empresa de construcció i 2 d'empreses d'hostatgeria i restauració.
L'únic servei als particulars que hi havia el 2009 era un paleta.
L'any 2000 a Freix-Anglards hi havia 21 explotacions agrícoles que ocupaven un total de 793 hectàrees.

## Equipaments sanitaris i escolars
El 2009 hi havia una escola maternal.

## Poblacions més properes
El següent diagrama mostra les poblacions més properes.